# Rinkitink in Oz
Rinkitink in Oz é o décimo livro cuja ação transcorre na Terra de Oz, escrito por L. Frank Baum. Publicado em 20 de junho de 1916, com ilustrações em cores e preto-e-branco feitas pelo artista John R. Neill, é significativo que ninguém de Oz apareça até o clímax da narrativa; isto deve-se ao fato de que Baum havia escrito a história mais de dez anos antes (em 1905), como um romance de fantasia que nada tinha a ver com Oz. A maior parte da ação transcorre em três ilhas — Pingaree, Regos e Coregos — e dentro das cavernas do Nome King. Visto que o governante original dos nomes, Roquat — que posteriormente rebatizou-se como Ruggedo, havia sido desposto em Tik-Tok of Oz, de 1914, Baum inteligentemente reescreveu o conto para acomodar seu substituto egoísta, mas bem-intencionado, Kaliko.
O livro foi dedicado ao neto recém-nascido do autor, Robert Alison Baum, primeiro filho do segundo filho de Baum, Robert Stanton Baum.